# NN-28
La carretera NN‑28 es una vía carretera secundaria que conecta poblaciones rurales del departamento de León (estimado), sin datos oficiales disponibles sobre su longitud, trazado o fecha de construcción.

## Trazado y cruces
Se desconocen los datos concretos del recorrido y los cruces para esta ruta. 